# Métro 2033
Pour le jeu vidéo inspiré du roman, voir Metro 2033
Pour les articles homonymes, voir Métro.
Métro 2033 (titre original en russe : Метро 2033) est un roman de Dmitri Gloukhovski publié en 2005 mais rédigé en 2002. Métro 2033 est une dystopie post-apocalyptique à laquelle se mêlent des éléments de science-fiction et de fantastique.
Cet ouvrage, véritable best-seller en Russie où il s'est écoulé à plus de 300 000 exemplaires, n'a connu le succès dans le monde qu'après son adaptation en jeu vidéo par 4A Games pour l'éditeur THQ. Traduit dans plus de vingt langues, il parait pour la première fois en français aux éditions de l'Atalante. Il est suivi par Métro 2034 puis Métro 2035, sorti en France en 2017, dernier opus de cette trilogie, et il est le point de départ de la franchise Métro, qui compte actuellement trois jeux vidéos et plus de cent livres et nouvelles.
Il a été récompensé du prix du « meilleur premier roman » lors de la convention européenne de science-fiction de 2007.
Les droits d'adaptation cinématographique ont été acquis par la MGM en 2012 et il était prévu que le film serait produit par Mark Johnson et le script écrit par F. Scott Frazier. Mais le développement du film a été arrêté et l'auteur a repris ses droits, notamment à cause de la volonté du studio de transposer le film à Washington. Le film serait de nouveau en préparation, cette fois avec le studio russe TNT Premiers Studios et directement sous la supervision de Dmitri Gloukhovski, pour une sortie en 2022.

## Synopsis
Vingt années se sont écoulées depuis l'apocalypse nucléaire qui a ravagé la planète, obligeant les quelques survivants à se mettre à l'abri sous terre pour fuir une surface désormais inhabitable. Réfugiés dans les souterrains du métro de Moscou, ils se sont organisés en micro-sociétés et survivent tant bien que mal aux pénuries, maladies et aux guerres pour la possession des dernières ressources.
En 2033, le jeune Artyom, citoyen de la station VDNKh, doit avec ses camarades faire face à la menace de créatures mystérieuses venant des tunnels, appelées « les Sombres ». La visite d'un Stalker réputé nommé Hunter va le précipiter dans une quête désespérée pour obtenir l'aide du dernier « bastion de la Civilisation », le regroupement de stations de métro « Polis ». Précipité dans les lugubres et dangereux tunnels, Artyom survivra-t-il à son voyage ? Et quelle est cette sourde menace que même les plus endurcis et les plus téméraires des Stalkers semblent craindre ?

## Personnages

### Artyom
Héros du roman, Artyom est un jeune homme d'une vingtaine d'années né à la surface juste avant l'holocauste nucléaire. Faisant partie des 40 000 survivants de la catastrophe, Artyom s'y est réfugié avec toute sa famille, il n'a pour cette raison que de très vagues souvenirs de la surface et de son ancienne vie. Citoyen de VDNKh après avoir été sauvé enfant par Sacha Soukhoï, Artyom grandit avec son père adoptif et comme tous ses concitoyens participe activement à la vie de sa station. Au début de l'aventure il ne possède pas vraiment le profil du héros, la mission que lui confie Hunter semble en effet totalement le dépasser (il n'a jamais voyagé dans le métro au-delà d'une ou deux stations). Au fur et à mesure que l'action progresse et qu'il est amené à voyager dans des lieux dangereux, Artyom se découvre certains dons de perception extrasensorielle et semble incroyablement résistant aux dangers psychiques qui hantent le métro. Il pourra aussi compter à plusieurs reprises sur des compagnons de voyages qui lui sauveront la vie et lui apprendront à survivre dans le Métro. (C'est notamment le cas de Khan, Melnik, Danila et dans une moindre mesure Bourbon). La fin du livre semble confirmer la singularité d'Artyom en tant qu'« élu » face à la « menace noire », il sera pourtant impuissant à empêcher la destruction de leur habitat.

### Khan
Se présentant comme la dernière réincarnation de Gengis Khan, Khan est un homme de qui émane naturellement un charisme et un respect mêlé de crainte. Sa véritable nature est difficile à percevoir, manipulateur capable d'une extrême dureté comme de sensibilité et de subtilité, Khan apparait très vite à Artyom comme un allié très précieux dans sa traversée du métro. Les motivations personnelles de Khan sont aussi difficiles à discerner, on le croit philanthrope parce qu'il vient occasionnellement en aide à certains voyageurs du métro, mais ses motivations et les finalités de son « combat » personnel laissent aussi à penser qu'il méprise les « humains ».
Lorsqu'il va à la rencontre d'Artyom dans le tunnel de la Soukharevskaya pour lui porter secours, son geste n'est selon lui aucunement motivé par le désir de secourir un homme mais parce qu'il l'avait entraperçu plus tôt en songe. Ses sens aiguisés et son pouvoir quasi mystique permettront à Artyom de franchir nombre d'épreuves qu'il n'aurait pu franchir seul ce qui laisse finalement de Khan une image positive.

### Melnik
Melnik est le contact de Hunter à la station Polis. Appartenant à la caste des militaires qui dirigent Polis sans toutefois être membre du conseil d'administration, Melnik est avant tout un chef solide et charismatique sur lequel ses hommes peuvent compter. 
Décidé à aider Artyom alors que le conseil a refusé d'aider VDNKh, Melnik prend l'initiative de rechercher le réseau secret du métro 2 anciennement sous juridiction militaire, pour aboutir à la mythique station de commandement D6. 
L'équipe de Stalkers parvient contre toute attente et malgré de nombreuses pertes à atteindre D6 et à permettre le tir des missiles destinés à tuer les Sombres. Melnik fera à cette occasion preuve de beaucoup de courage et aidera Artyom jusqu'au bout pour qu'il mène sa mission à bien

### Bourbon
Le personnage de Bourbon est à la fois « marquant » et « transparent ». Cet homme a le profil type du « baroudeur », oscillant perpétuellement entre honnêteté et magouille. Ses petites affaires lui permettent de s'en tirer honorablement mais il n'est pas invincible pour autant et cela, il l'apprendra à ses dépens. Sa disparition brutale dans le tunnel de la Soukharevskaya était en effet une véritable « chronique d'une mort annoncée » et c'est justement parce qu'il la redoute qu'il contacte Artyom peu après son arrivée avec la caravane à Risjskaya. Son expérience du métro lui ayant appris qu'il faut absolument voyager en groupe ou en binôme dans certains tunnels, il croit trouver en Artyom quelqu'un de solide, capable de résister et de le protéger des « dangers psychiques ». Si le début de leur périple semble lui donner raison, il finit par succomber après avoir été possédé par la présence et s'effondre.

### Sacha Soukhoï
Sacha est le père adoptif d'Artyom. Simple soldat à la base, il assiste médusé à l'invasion par des rats mutants de la station de métro où la mère d'Artyom et son fils habitaient. Celle-ci a tout juste le temps de lui confier son enfant, il n'en réchappe que grâce à sa draisine et au courage des défenseurs des stations proches. À la station VDNKh dont il semble originaire, Soukhoï est en très bon termes avec les membres du conseil d'administration et bénéficie de ce fait d'une position sociale assez élevée. Élevant Artyom comme son propre fils, Sacha semble incarner l'image du père solide et confiant mais la visite de Hunter peu après le début du roman semble relativiser cette image tant celui apparait comme terrifié et résigné à sa fin. D'une nature méfiante voir suspicieuse, on ne sait pas non plus vraiment si Sacha cherche à protéger Artyom en l'empêchant de voyager à ses côtés ou à mieux le surveiller.

### Danila
Brahmane de la Station Polis (la caste d'érudits gardien du savoir), Danila accueille Artyom chez lui et lui révèle sous le coup de l'ivresse une partie de la prophétie sur les ouvrages de la Grande Bibliothèque. Ayant été espionné lors de ces révélations (car en parler est strictement interdit), Danila sera envoyé à la surface avec l'expédition de Melnik officiellement pour aider Artyom à trouver la réserve.
Lorsque le groupe se retrouve séparé dans la grande salle de la bibliothèque, Danila entraîne Artyom dans la réserve. Passés quelques instants, Artyom s'éloigne de quelques pas pour poursuivre ses recherches mais lorsqu'il retrouve Danila, celui-ci a été éventré par un Bibliothécaire (créature mutante hantant l'édifice). Dans ses derniers instants, Danila remettra à Artyom une lettre contenant la réponse à sa quête : le chemin de la base de D6.

### Mikhaïl Porfirievitch
Un vieil homme voyageant avec son fils Vanya (handicapé mentalement) dans le but de s'acheter des pilules pour le cœur, rencontré par Artyom lors de la fuite de la station Kitaï-Gorod et qui lui permettra d'arriver jusqu'à la douane de la station Pouchkinskaya (occupée par des néo-nazis). Il décède d'une crise cardiaque après l'assassinat de son fils par les néo-nazis.

## Univers
Les populations du Métro vivent de manière autonome dans les stations qu'ils ont aménagées pour être plus habitables. Ils cultivent des champignons et élèvent quelques animaux (chiens, porcs, poulets, voire rats) dans des stations transformées en fermes. Certaines stations, comme VDNKh, sont indépendantes, mais la plupart se sont regroupées en confédérations. On trouve notamment : 
La Confraternité des stations de la ligne Koltsevaïa ou La Hanse : cette confédération est tenue par des marchands qui profitent de leur position stratégique (la ligne Kolstevaïa, comme son nom l'indique, est la ligne circulaire de Moscou) pour vendre des produits dans tout le métro. Ils sont très riches mais ne partagent que parcimonieusement leur confort. 
La Ligne rouge : Pour la plupart regroupées sur la ligne Krasnaya, ces stations sont tenues par des nostalgiques de l'époque communiste – tendance stalinienne. Les communistes ont tenté, par le passé, de prendre le contrôle de tout le métro. Devant leur échec, ils se sont officiellement repliés sur leurs stations. 
Le Quatrième Reich : Ensemble de trois stations dirigées par des néo-nazis. Leur symbole est une svastika à trois branches (triskèle) au lieu de quatre. Leurs dirigeants sont ce qui se fait de pire en matière de gouvernement. Ils apparaissent comme racistes, paranoïaques, autoritaires et corrompus. 
Les Trotskistes : Farouches ennemis des néo-nazis, ils vivent à la station Avtozavodskaya.
La confédération 1905 : On sait peu de choses sur cette confédération, sauf qu'elle contrôle 3 stations (son nom venant probablement de la station : oulitsa 1905 goda) 
Polis : Ces quatre stations sont, selon certains, le dernier bastion de la civilisation. Dans les faits, ses habitants jouissent de ce qui se fait de mieux en matière de technologie et de sécurité. La société y est divisée en quatre castes : les brahmanes (ou lettrés), les militaires, les marchands et les serviteurs. Le pouvoir y est l'objet d'une lutte entre brahmanes et militaires. 
La Confédération de l'Arbat : Une des plus anciennes. Elle est sur le point de disparaître. 
Les adorateurs du Grand Ver : Leur quartier général est la station de Park Pobedy, mais ils opèrent dans tout le métro grâce à une série de passages secrets ou de tunnels oubliés. Ils sont dominés par les Hiérophantes, d'anciens intellectuels tombés dans l'intégrisme anti-technologique. Ils enlèvent des enfants pour les embrigader et sont occasionnellement cannibales. 
Entre ces principaux groupements opèrent également des sectes et des clans mafieux

## Analyse de l'élément de résolution
Au dernier moment de l'histoire arrive une révélation qui contredit tout le but de l'aventure d'Artyom. Au moment où Artyom est à la surface en attendant de voir les missiles exploser sur le jardin botanique (là où vivent les Noirs), il est comme absorbé par une image : il la décrit comme une fourmilière qui est en fait un trou où se déplacent les Noirs ; il va donc se rapprocher de plus près et voit tout d'un coup un Noir le regarder dans les yeux. Ils passent alors dans un état psychique où il arrive à communiquer avec les Noirs et se rend compte, horrifié, de ce qu'il comprend : si les Noirs partaient dans le métro, ce n'était pas pour tuer les hommes mais pour leur parler, leur dire qu'ils avaient des intentions pacifiques. Les Noirs voulaient vivre avec les hommes ; ils voulaient apprendre des hommes leurs technologies et leurs cultures et, en échange, ils leur promettaient un avenir nouveau, étant adaptés au monde de la surface et voulant vivre en harmonie avec eux. Néanmoins, les hommes ne comprenaient pas et les « remerciaient » en leur tirant dessus avec rage. L'élu était bien Artyom ; pas l'élu des hommes, mais celui des Noirs, bien que haïssant de tout son corps ces derniers. Les Noirs l'avaient choisi car c'était lui qui était assez fort mentalement pour communiquer avec eux. Mais tout était trop tard. Quelques secondes plus tard, le dernier espoir des hommes est anéanti par les hommes eux-mêmes ; ces missiles détruisent le dernier espoir d'Artyom. Peu après cette révélation, il est devenu un héros ; il ne dira jamais la vérité, pensant qu'on le prendrait pour un fou. Il finit sa vie à la surface pleurant son erreur.

## Adaptation vidéoludique
La sortie et le succès de Métro 2033 en France est fortement liée à la sortie d'une adaptation vidéoludique développée par THQ sur support PC et Console, Metro 2033. Le jeu se présente sous la forme  d'un jeu de tir à la première personne proposant d'incarner le jeune Artyom dans son périple pour sauver sa station de Métro d'une menace sombre. Le joueur suit Artyom tout au long de son périple dans les souterrains lugubres du métro de Moscou, à la surface ravagée par une catastrophe et un hiver nucléaire jusqu'au dénouement final. Deux fins sont proposées pour conclure l'aventure d'Artyom, mais aucune n'est pleinement « canonique » par rapport au dénouement présenté dans le livre.

## Le projetL'univers de Métro 2033
L'auteur de Métro 2033 a créé un site web (www.metro2033.ru) dans lequel au début les fans pouvaient échanger sur le roman, mais le site s'est étoffé et les fans se sont mis à proposer des textes qui ont, à ce jour (2022) généré une cinquantaine de romans russes ainsi qu'un recueil de nouvelles, plus un roman britannique et un autre italien.
Parmi ces œuvres on trouve, entre autres, les deux romans d'Andreï Dyakov Vers la lumière et Vers les ténèbres (réunis sous le titre Les Ombres de post-Pétersbourg) qui se déroulent, eux, dans le métro de Saint-Pétersbourg.
En 2020 paraît Rive gauche, premier roman de la trilogie Métro Paris 2033 écrite par Pierre Bordage. Il s'agit du premier roman français de l'univers Métro 2033. Les deux romans suivants, Rive droite et Cité sont sortis respectivement en 2021 et 2022, toujours aux éditions Atalante.